# Leroy Milton Yale Jr.
Leroy Milton Yale Jr. (Vineyard Haven (en), 1841 – 1906) est un médecin, chirurgien et graveur de New York, cofondateur et premier président du New York Etching Club. Il était membre du Social Register (en) et a écrit plusieurs livres et articles sur la médecine. Il a également rejoint la Century Association (en) en tant qu'artiste, présentant divers membres au club et promouvant activement le cabinet d'estampes de la Bibliothèque publique de New York.

## Biographie

### Famille

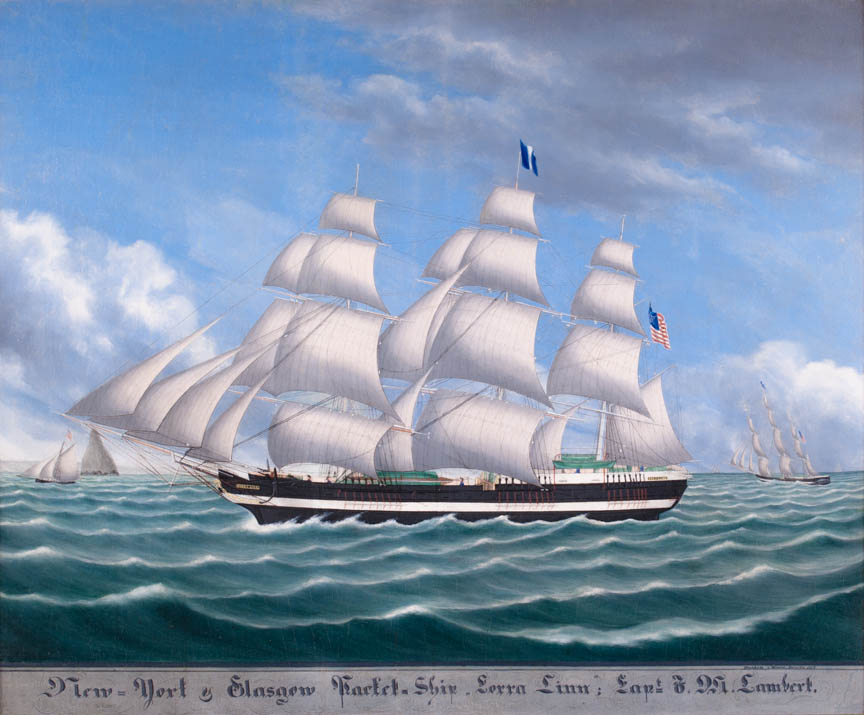
Le « Corra Linn », un navire américain en route vers Glasgow, en Écosse, de la Carey, Yale & Lambert Steamship Company de New York en 1852, opérait depuis South Street Seaport

Le père de Leroy Milton Yale, diplômé de la Harvard Medical School, est médecin sur l'île et cofondateur, avec le capitaine Bradley, du chantier naval de Martha's Vineyard, appelé à l'époque South Wharf Company,. La goélette LM Yale est nommée en son honneur par les constructeurs navals, et est envoyée en 1849 à San Francisco lors de la ruée vers l'or en Californie, pour ne jamais revenir.
Son oncle Burrage Yale est un riche fabricant d'articles en fer-blanc (en) et le père de Burrage Buchanan Yale, cofondateur de Lamson, Goodnow & Yale, un important fabricant de mitrailleuses et producteur de fusils Springfield Model 1861 pour Abraham Lincoln pendant la guerre de Sécession. Il est un cousin du colonel Frank L. Yale (en), de l'abolitionniste Barnabas Yale (en) et de l'inventeur de la serrure de Yale Linus Yale Sr. ; plus éloigné, il est aussi le cousin du révérend Elisha Yale et du colonel Braddam Yale, famille de Lorenzo Da Ponte et du commodore Issac Chauncey (en). Il est également apparenté au colonel Ira Yale Sage (en), un constructeur de chemin de fer.
Ses sœurs Sarah et Albina se sont mariées avec les familles de transport Carey et Dunham Fish, qui possédaient la compagnie de bateaux à vapeur Carey, Yale & Lambert sur South Street Seaport, à Manhattan,,. Yale Jr. était également l'oncle de Maria Yale Fish, qui a épousé un certain M. Morse et a voyagé en Europe pendant sa jeunesse, rencontrant la fille de Miss Vanderbilt, une connaissance, au Randolph Hotel (en) à Oxford. Son petit-fils Carey Yale Morse résidait à Greenwich dans le Connecticut, et était membre de l'Indian Harbor Yacht Club (en) et du New York Yacht Club. Il est diplômé de l'université Yale et a travaillé pour American Water Works (en) de New York,,.
Les familles Carey/Yale/Dunham Fish étaient propriétaires de l'hôtel Harbor House, à Quissett Harbor, à Cape Cod. Parmi les invités notables figuraient la famille de Charles Lindbergh et la mondaine Alice Roosevelt Longworth, fille du président américain Theodore Roosevelt. Yale était également le beau-frère du colonel James M. Lewis, qui possédait deux hôtels à côté, les maisons Hammond-Chadwick et Jenkins. Par l'intermédiaire de sa tante Lucy Yale, Yale était membre de la famille du millionnaire des chemins de fer Chester W. Chapin, un membre du Congrès dont le fils possédait un domaine de 20 000 acres dans l'État de New York.

### Jeunesse et formation
Leroy Milton Yale Jr. naît le 12 février 1841 à Holmes Hole, à Vineyard Haven (en), sur l'île du Martha's Vineyard. Il est le fils du Dr Leroy Milton Yale Sr. et de Maria Allen Luce,.
Il sort diplômé du Columbia College en 1862 et de la Bellevue Medical School en 1866, obtenant son diplôme avec mention de sa classe,.

### Carrière de médecin

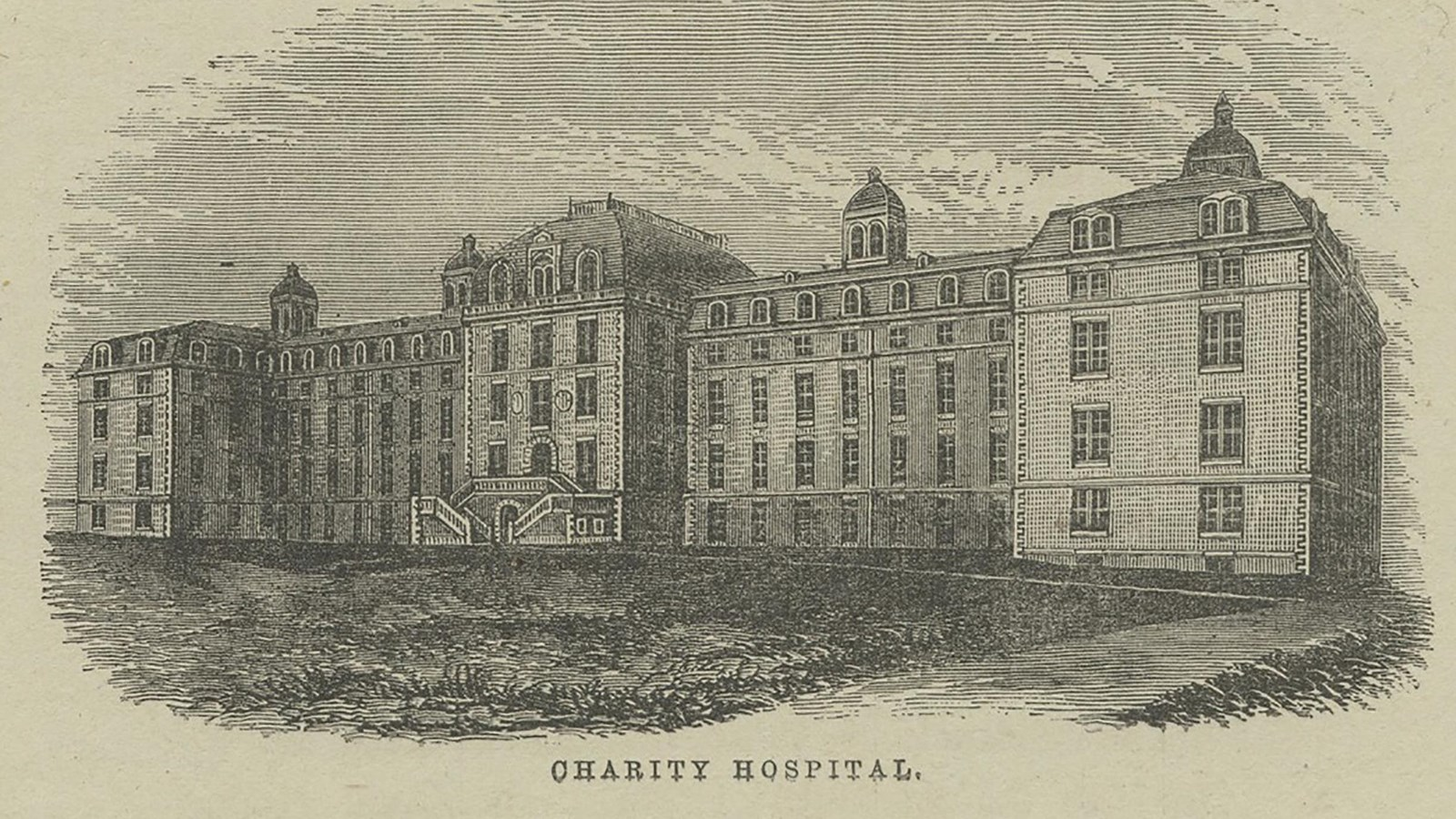
Le Charity Hospital de Roosevelt Island (anciennement Blackwell's Island), près de l'asile d'aliénés de New York. Leroy Milton Yale Jr. a travaillé sur les deux sites.

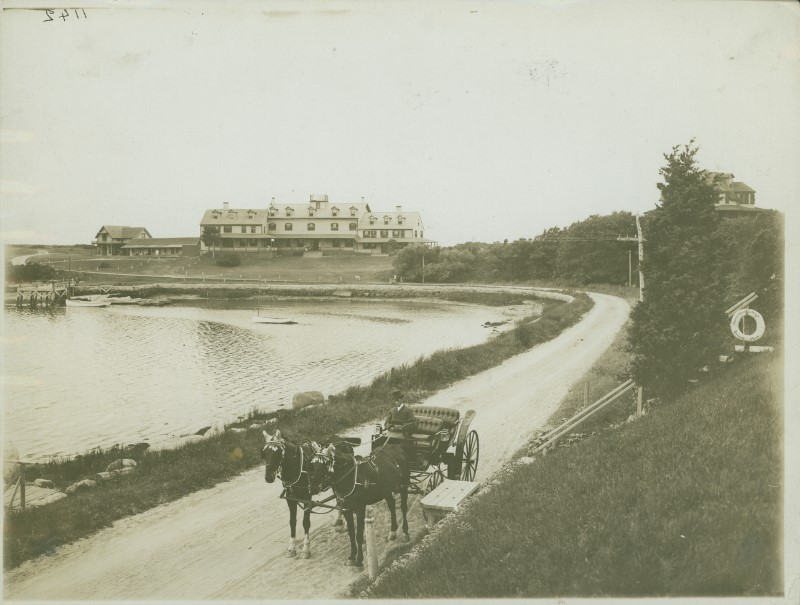
Le Harbour House Hotel, Quissett Harbor, propriété de la famille Carey/Yale à Cape Cod en 1871, comptait parmi ses invités la famille de Charles Lindbergh et Alice Roosevelt.

Leroy Milton Yale Jr. exerce la médecine à New York de 1866 à 1906. Yale a d'abord travaillé comme médecin sur l'île Blackwell de New York, rebaptisée plus tard Roosevelt Island. Le complexe de bâtiments de l'île comprend le Charity Hospital (en), une maison de travail, un pénitencier, une maison d'aumône pour femmes et l'asile d'aliénés de New York. Au cours de son premier été, il doit faire face à une épidémie de choléra et a été admiré pour sa gestion de la situation.
Il commence comme professeur d'obstétrique, sa spécialité étant la pédiatrie,. Il est chirurgien à l'hôpital Bellevue, à l'hôpital Charity de Roosevelt Island et à l'hôpital presbytérien de Park Avenue. Pendant de nombreuses années, Yale est chargé de cours à l'hôpital Bellevue et il devient membre en 1870 du département médical de l'Université du Vermont,. En 1872, avec un groupe d'universitaires et de dentistes privés, il soumet une pétition au Congrès pour demander la nomination de chirurgiens-dentistes dans les académies, ce qui donne lieu au projet de loi Townsend de 1872 présenté par le député Dwight Townsend (en) de New York,.
L'objectif du projet de loi est de créer des chaires de chirurgie dentaire à l'Académie militaire de West Point et à l'Académie navale d'Annapolis, mais le projet de loi est plus tard rejeté par le secrétaire à la Guerre, William W. Belknap, après des communications avec le colonel Thomas H. Ruger de West Point au sujet de sa nécessité. Les mariages de ses sœurs amènent Leroyt Milton Yale Jr à Quissett, au Massachusetts, à Cape Cod, après avoir épousé Stephen W. Carey et Thomas Dunham Fish, qui possèdent une entreprise de transport maritime à New York. Toute la famille séjourne à Quissett Harbor House dans les années 1870 et 1880. En 1890, les Carey construisent une grande maison près de l'hôtel Harbor House et en face de Quissett Harbor, en face de la propriété de Thomas Dunham Fish.
La famille Carey vend un grand terrain derrière leur maison au Dr Yale. Sa maison, nommée « Barnacle », est construite en 1892 et surplombe le vaste paysage de Buzzards Bay, servant souvent d'inspiration pour son art, ses gravures et ses photographies. Yale est co-éditeur de la Medical Gazette et de revues médicales et écrit divers ouvrages, notamment Nursery Problems (1893) ; The Century Book of Mothers ; Phimosis (1877) ; The Mechanical Treatment of Chronic Diseases of the Hip-joints (1878) ; Remarks on Excision of the Hip (1885) ; The Diagnosis of Early Hip-joint Disease from Rheumatism, Neuralgia and So-called 'Growing-pains' (1893).
Le Dr Yale écrit et rédige deux livres sur la pédiatrie. Il voyage souvent dans l'est du Canada pour pêcher le saumon et est décrit comme un véritable « homme de la Renaissance » américain. Il réalise un travail éditorial considérable dans divers périodiques médicaux et dans un journal d'hygiène appelé Babyhood, en plus de quelques travaux littéraires en dehors de sa profession, et de quelques travaux artistiques également, notamment en gravure.
Artist amateur, il acquiert une certaine réputation dans la gravure à l'eau-forte, en promouvant activement la pratique de cet art et en favorisant le succès du département des gravures de la Bibliothèque publique de New York. Sa maison « Barnacle » est finalement démolie et remplacée par une maison contemporaine construite par le Dr McGowan, mais l'atelier est préservé avec ses estampes, devenant un musée,,.

### New York Etching Club

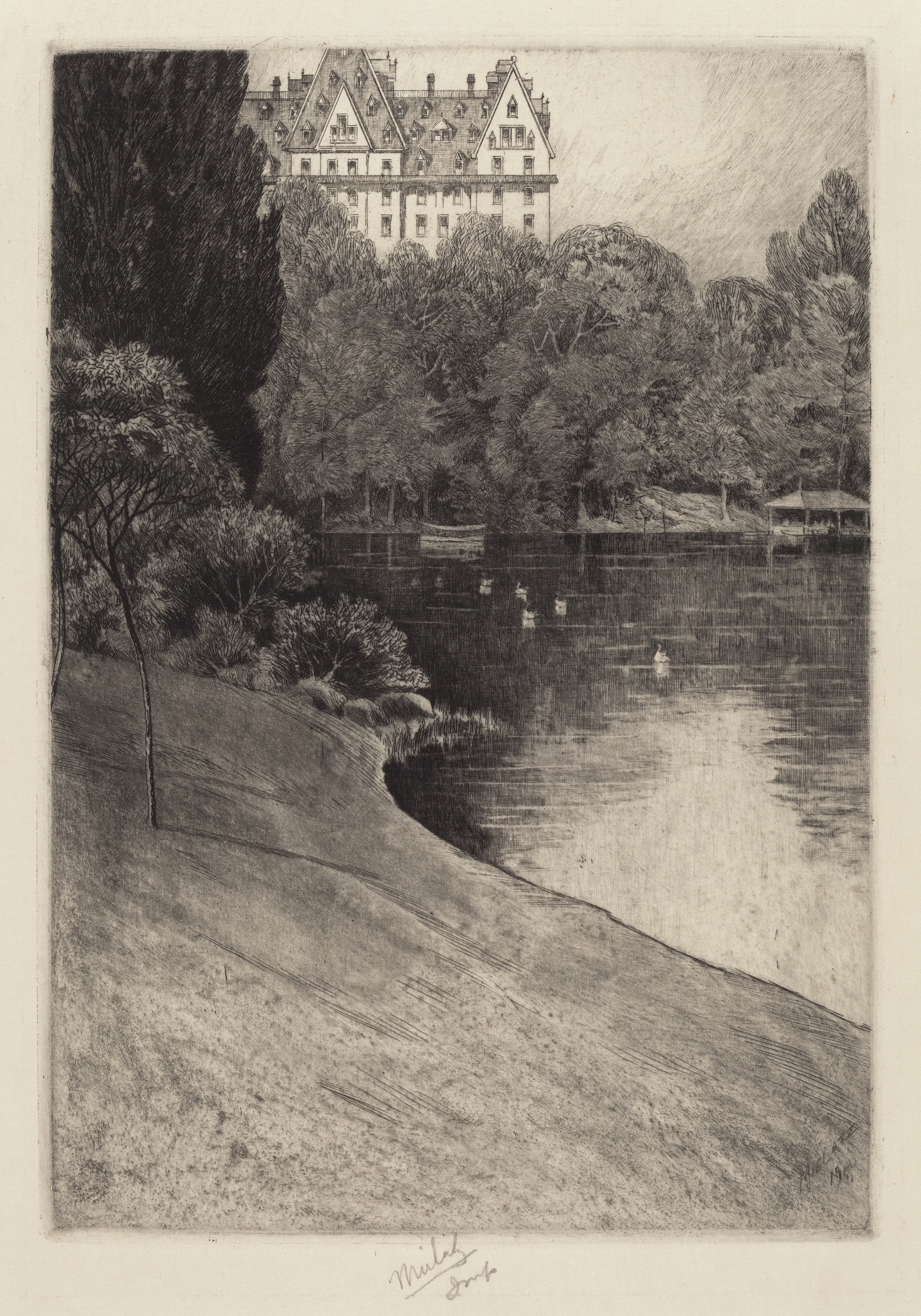
Hôtel Plaza, gravure du New York Etching Club, cofondé en 1877 par le Leroy Milton Yale.

Le 2 mai 1877, il cofonde avec les artistes Robert Swain Gifford et James David Smillie le New York Etching Club, dont il devient le premier président,,. Inspirés par le renouveau de la gravure en France et en Angleterre, ils fondent le club pour promouvoir la gravure à l'eau-forte aux États-Unis. Ses gravures sont conservées dans une collection spéciale de la Bibliothèque publique de New York, et nombre d'entre elles sont exposées au Metropolitan Museum of Art de New York,.
Leroy Milton Yale est membre de la Century Association (en), un club de gentlemen de Manhattan. Son adhésion au club est proposée par le secrétaire de l'Erie Railroad, Augustus Rodney Macdonough (en), fils du commodore Macdonough, et par le général George Sears Greene. Il présente à son tour divers membres au club. Leroy Milton Yale est également membre du Social Register (en) de New York.

### Vie privée et mort
Leroy Milton Yale vit au 432 Madison Avenue, à New York, et se marie en 1881 avec Julia Meriam Stetson, fille de l'avocat de Harvard Thomas Meriam Stetson, du cabinet Eliot, Pittman & Stetson,.
Sa mère était Caroline Dawes Eliot, fille du membre du Congrès Eliot, et étaient membres de la famille Boston Brahmin Eliot. Le grand-oncle de Mme Yale était William Greenleaf Eliot, cofondateur de l'Université de Washington à Saint-Louis, membre de la famille du poète T. S. Eliot et du juge en chef William Cranch (en), neveu du président américain John Adams et cousin de John Quincy Adams.
Leroy Milton Yale Jr et son épouse ont trois enfants ensemble : Caroline Stetson Yale (née en 1883), Leroy Milton Yale (né en 1886) et Juliam Meriam Yale (née en 1892).
Leroy Milton Yale Jr. est également l'oncle de Mary Valentine Yale, qui s'est mariée avec le capitaine Eugene VN Bissell, de la famille du magnat du transport maritime Edgar F. Luckenbach. Leur fille, Mary Valentine Yale Bissell, a épousé son cousin au troisième degré, le millionnaire de l'immobilier Pelham St. George Bissell, petit-fils de l'industriel pétrolier George H. Bissell, fondateur de l'industrie pétrolière américaine et concurrent de John D. Rockefeller, des Nobel et des Rothschild de France.
Leroy Milton Yale Jr. meurt dans sa maison d'été « Barnacle » auprès de sa famille à Quissett (Massachusetts), le 12 septembre 1906.

## Œuvre

### Publications sur la médecine
Leroy Milton Yale Jr. a écrit plusieurs ouvrages sur la médecine :
- First decennial catalogue of the trustees, faculty, officers and of the alumni 1861 to 1871 (Appleton, 1873)
- Babyhood; the mother's nursery guide (Babyhood Publishing Company, 1884)
- Nursery problems (Contemporary Pub. Co., 1893 ; puis Babyhood Publishing Co., 1897 et Contemporary pub. co., 1897)
- Angling (C. Scribner's sons, 1896 puis 1897)
- The century book for mothers; a practical guide in the rearing of healthy children (The Century co., 1901)

### Estampes
Leroy Milton Yale Jr. a produit plusieurs centaines d'estampes.

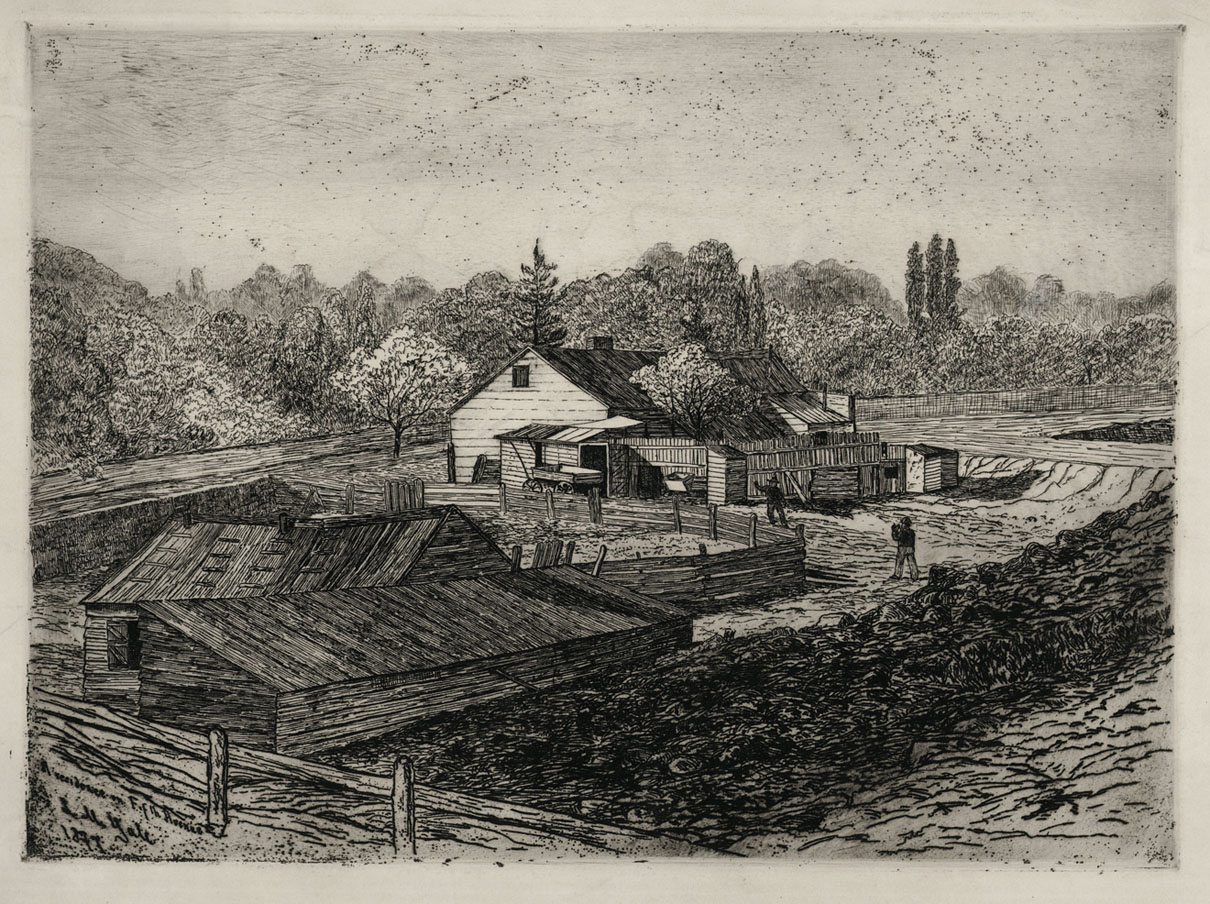
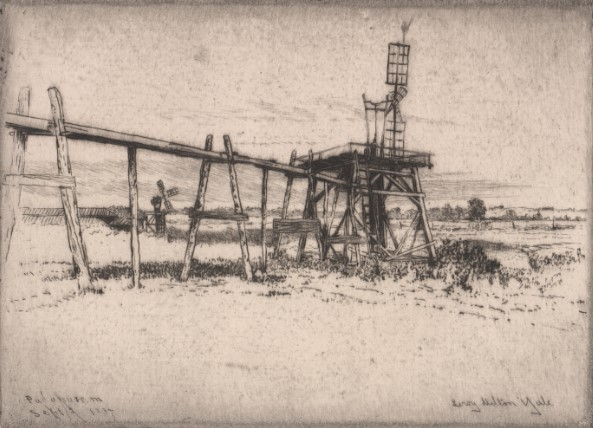
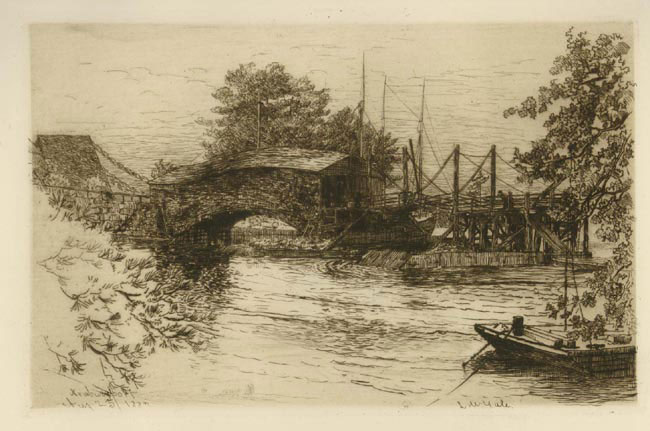
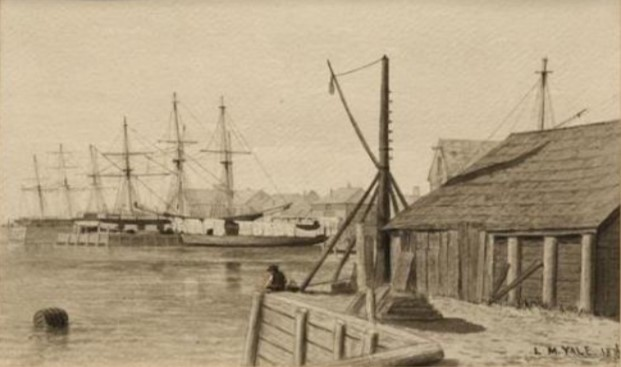